# Hét Láng közösség
A Hét Láng egy magyar alapítású katolikus karizmatikus közösség, melynek tagjai a római katolikus egyház tanítását vallva életük minden tevékenységét Isten imádására akarják irányítani, mint célra. A „Hét Láng”, „Hét Láng közösség” vagy „Hét Láng szövetség” elnevezéseket egyenértékűként használják. Tagjai lehetnek házasok, egyedülállók, papok, szerzetesek.

## Tevékenysége
A Hét Láng közösségben mindenekelőtt az imádás van megjelölve mint cél és ennek keretében valósulnak meg a másodlagos célok (pl. evangelizáció). A hét láng a közösség fő törekvéseit szimbolizálja:
- hit,
- életszentség,
- tanúság,
- Lélek-hívás,
- állandó ima,
- nonkonformizmus,
- Gábriel-misszió. Ez utóbbi a Lukács-evangélium részletére utal (Lk 1,19 – SZIT fordítás), miszerint a közösség tagjai Gábriel angyalhoz hasonlóan "Isten színe előtt állnak, és mennek, amikor Isten küldi őket".

Nyitott programjaik:
- Vasárnaponként a budapesti Alkantarai Szent Péter templomigazgatóságon zsolozsmát végeznek egy kisméretű oratóriumban, utána a közösség vezetője, Dr. Kovács Gábor atya szentmisét mutat be, ahol lehetőség van aktív közreműködésre, ministrálásra, felolvasásra is.
- Havonta egyszer közbenjáró, gyógyító és dicsőítő imaszolgálatot, ún. Zikkaront tartanak.
- Minden év júliusában megrendezésre kerül a Tűzének lelkigyakorlat. A lelkigyakorlaton ókori (zsoltározás), középkori (szentségimádás) és legújabb kori (ima-összejövetel) elemek ötvöződnek.

### Tagság
A végleges taggá válást hét szintre bontva többéves felkészülési idő előz meg:
1. Kármel-hegy Szövetsége: ez a próbaidő, itt történhet meg az elhatározás, hogy Isten imádása az élet végleges célja legyen.
2. Új Szív Szövetsége: az időszak arra szolgál, hogy Isten Lelke átjárja és megújítsa az embert.

Ezután évente köthetik meg a "jelölt testvérek" az újabb öt szövetséget:
1. Pecsét Szövetsége: az Istennel való intim kapcsolat kialakításának időszaka.
2. Iszapos Víz Szövetsége: a "korábbi élet zavaros anyagának imádás általi megszentelését" jelenti.
3. Kard Szövetsége: az e világi értékrendtől elválás időszaka.
4. Új Ég és Új Föld Szövetsége: ez az időszak biztosítja, hogy az érintett a jelen életben is a jövő polgáraként éljen.
5. Olajfák Hegyének Szövetsége: ez idő alatt születhet meg a végleges döntés, ami életfogytig érvényes és Jézus feltámadásának földi tanúságtételére szólít fel.

A Hét Láng szigorú szabályok nélküli ága az Új Ének Közösség.

## Története
1988. július 13-án Kovács Gábor atya és két társa kezdeményezésére jött létre a Hét Láng, mint a klerikusok és világi hívők magántársulása. Később mások is csatlakoztak, egy időben a közösség létszáma hetven fölé is nőtt. 1989. július 29-én Marosi Izidor váci megyés püspök a váci egyházmegyében jóváhagyta a közösséget mint világi hívők és klerikusok magántársulását. 1990-től Kovács Gábor atya Kosdon plébánosi feladatot kapott, itt működött a közösség is. 1992-ben – hitük szerint a Szentlélek sugallatára – a kosdi együttlakást fölszámolták és működésüket Budapesten folytatták. A Fővárosba költözés idejében a közösség létszáma ötödrészére apadt. Átdolgozott szabályzatukat 1995. február 13-án Dr. Paskai László bíboros prímás, esztergom-budapesti érsek „ad experimentum” hagyta jóvá. A jóváhagyás véglegesítését a létszámcsökkenés miatt már nem szorgalmazták, ezzel a jogi személyiségről lemondtak. Jelenleg jogi szempontból egyszerűen baráti társaságnak tekinthetők. 2003-ban berendeztek egy kisméretű, ideiglenes oratóriumot, vágyuk felépíteni a végleges budapesti Oratóriumot. A közösségnek jelenleg tizenhárom tagja van, vezetője Dr. Kovács Gábor atya.
2020. augusztusban interjút készítettek vele, amiben  ezeket mondta a közösségről:
"Létezik, de jelenleg mindössze öt tagja van. Tekintve azonban, hogy ez nem tömegmozgalom, hanem misztikus út, akkor is érvényes, ha kevesen vagyunk." Hozzátette: a közösség lényege a húsvét.
Kovács Gábor 2020. november 6-án elhunyt.